# Sinagoga de Delos

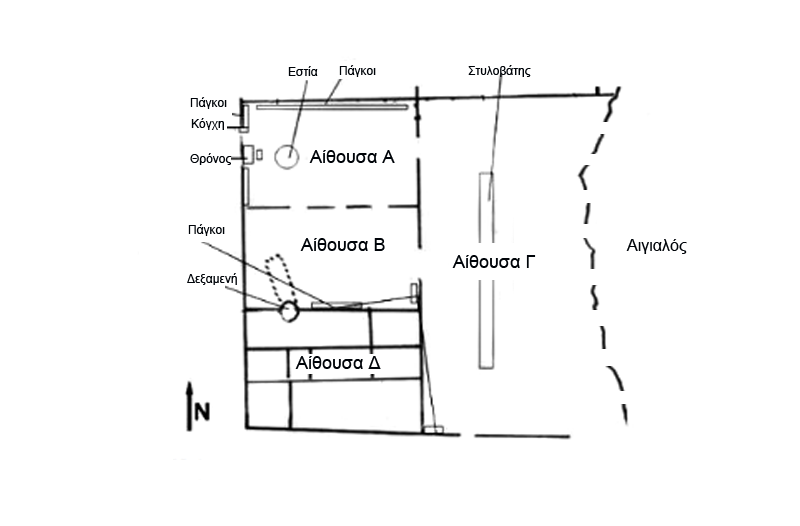
A planta da casa em grego, segundo Mazur, 1935.

A Sinagoga de Delos, construída entre 150-128 a.C. na ilha grega de Delos, é tida como uma das sinagogas mais antigas do mundo. Acredita-se que tenha sido utilizada primordialmente por samaritanos.
Sua função como edifício religioso, no entanto, não é unânime na comunidade acadêmica; recentemente levantaram-se dúvidas acerca de sua real utilização como sinagoga.

## Arqueologia
A sinagoga foi descoberta em 1912 por uma equipe liderada pelo arqueólogo André Plassart. Acredita-se que o edifício tenha sido usado até o fim do século II d.C.. Sua característica dominante é o grande salão, presumivelmente utilizado de modo flexível, com móveis que podiam ser dispostos de diferentes maneiras (já que não existem evidências de bancos construídos ou instalados ao redor das paredes. O salão está orientado para o leste, com uma série de aposentos secundários no seu lado sul.